# Tractat de Hoe Buckintoopa
El Tractat de Hoe Buckintoopa fou signat el 31 d'agost de 1803 entre els choctaws (una tribu d'amerindis dels Estats Units) i el govern dels Estats Units. El tractat va cedir 853.760 acres(3.455 km²) de terres choctaw.

## Termes
El preàmbul comença amb,
| «                                   | A qui aquestes presents vindrà, sabeu que tots els que subscriuen, comissionats plenipotenciaris dels Estats Units d'Amèrica, d'una banda, i de tota la nació choctaw per l'altra, degudament autoritzats pel president dels Estats Units, i pels caps d'aquesta nació, per aquest acte estableixen d'acord amb la convenció de Fort Confederation, per a la línia de demarcació reconegut en aquesta convenció ... | » |
| — -Tractat de Hoe Buckintoopa, 1803 | |   |

1. Rebre quinze peces de strouds, 3 fusells, cent cinquanta mantes, dues-centes cinquanta lliures.

## Signataris
James Wilkison, Mingo Pooscoos, Alatala Hooma.